# Slum (album)
Slum è un album discografico del gruppo musicale italiano Il Parto delle Nuvole Pesanti, pubblicato nel 2008.
L'album, composto da un CD e da un DVD, ripropone l'omonimo spettacolo teatrale chiamato per l'appunto Slum.

## Tracce
1. Uomini stupidi[1]
2. Diciammilu duv'è
3. Il vampiro[1]
4. Figghiuma
5. Acqua
6. Villaggio turistico[1]
7. Bossa africana
8. Ambulanza[1]
9. La peste
10. Jungiali
11. Furbo e fesso[1]
12. Il pesce
13. Gli amanti[1]
14. Il funerale
15. Mi presento[1]
16. Rahid
17. Partire[1]
18. Mirna
19. Slum calabro[1]
20. Prova a respirare